# 岐阜市立長森西小学校
岐阜市立長森西小学校（ぎふしりつ ながもりにししょうがっこう）は、岐阜県岐阜市にある公立小学校。

## 沿革
- 1974年（昭和49年）
  - 4月1日 - 長森北小学校から分離し、岐阜市立長森西小学校として開校[1]。新校舎未完成のため、長森北小学校の校舎の一部を仮校舎とする。
  - 7月 - 校舎が完成。
  - 9月 - 全児童が校舎で授業を開始。
- 1975年（昭和50年）
  - 2月 - 体育館が完成。
  - 7月 - プールが完成。
- 2022年（令和4年）4月 - 石長町1-9丁目、木ノ下町1-8丁目、領下7丁目が厚見小学校校区から長森西小学校校区に移る[2]。

## 通学区域
- 宝来町、隆城町、花月町2丁目、塩町2丁目、月ノ会町2丁目、尼ケ崎町2丁目、永楽町2丁目、岩栄町2丁目、織田塚町2丁目、雪見町2丁目、東興町、月丘町4・5丁目、花沢町4・5丁目、城望町、瑞雲町4・5丁目、石長町1-9丁目、木ノ下町1-8丁目、北一色1-10丁目、前一色西町、領下7丁目、長森岩戸（一部）[3]。

## 進学先中学校
- 岐阜市立長森中学校

## 交通アクセス
- 岐阜バス

岩戸入舟線、岐阜各務原線「入舟町4丁目」バス停より徒歩約10分。
- 長森ふれあいバス「高津整形・Vドラッグ前」バス停より徒歩約3分